# الجبال الزرقاء (جامايكا)

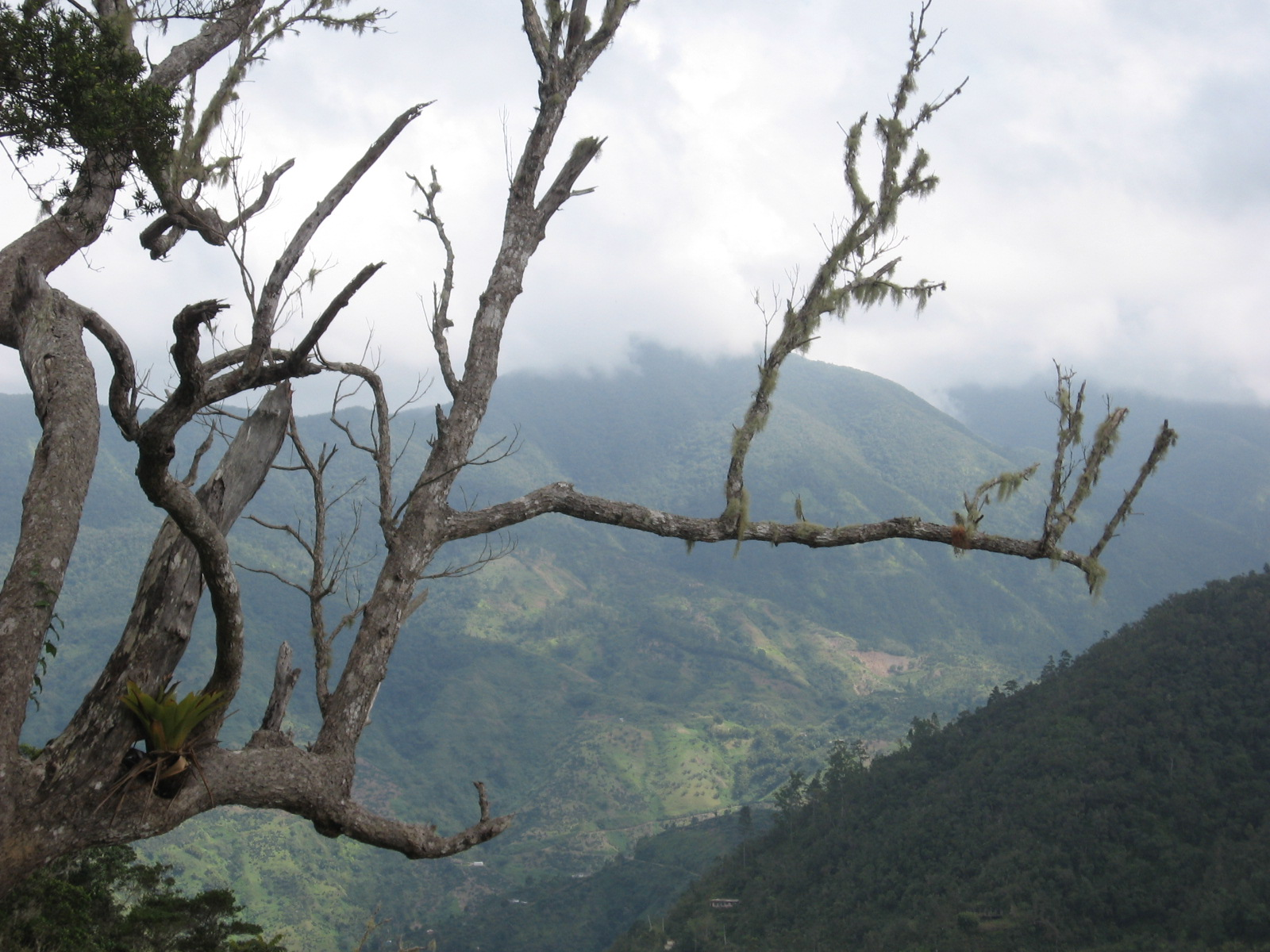
الجبال الزرقاء في جامايكا

الجبال الزرقاء تعد هذه الجبال أطول سلسلة جبلية في جزيرة جامايكا. وقد سميت بهذا الاسم نتيجة الضباب الأزرق الذي يحيطها في ظاهرة كونية لا تتكرر في الكثير من المناطق بالعالم، مما يجعل مشاهدة هذه الجبال أمراً فريداً وتجربة مميزة. وتقدم الجبال الزرقاء ممرات للسير على الأقدام بمناظر خلابة، فضلاً عن توفير مكان لمراقبة العديد من أنواع الطيور تصل إلى 280 نوع تقريباً.

## المناخ
يظهر الجدول التالي التغييرات المناخية على مدار السنة لالجبال الزرقاء:
| البيانات المناخية لـالجبال الزرقاء            | البيانات المناخية لـالجبال الزرقاء | البيانات المناخية لـالجبال الزرقاء | البيانات المناخية لـالجبال الزرقاء | البيانات المناخية لـالجبال الزرقاء | البيانات المناخية لـالجبال الزرقاء | البيانات المناخية لـالجبال الزرقاء | البيانات المناخية لـالجبال الزرقاء | البيانات المناخية لـالجبال الزرقاء | البيانات المناخية لـالجبال الزرقاء | البيانات المناخية لـالجبال الزرقاء | البيانات المناخية لـالجبال الزرقاء | البيانات المناخية لـالجبال الزرقاء | البيانات المناخية لـالجبال الزرقاء |
| الشهر                                         | يناير                              | فبراير                             | مارس                               | أبريل                              | مايو                               | يونيو                              | يوليو                              | أغسطس                              | سبتمبر                             | أكتوبر                             | نوفمبر                             | ديسمبر                             | المعدل السنوي                      |
| --------------------------------------------- | ---------------------------------- | ---------------------------------- | ---------------------------------- | ---------------------------------- | ---------------------------------- | ---------------------------------- | ---------------------------------- | ---------------------------------- | ---------------------------------- | ---------------------------------- | ---------------------------------- | ---------------------------------- | ---------------------------------- |
| متوسط درجة الحرارة الكبرى °م (°ف)             | 20.0 (68.0)                        | 19.9 (67.8)                        | 21.0 (69.8)                        | 21.5 (70.7)                        | 21.8 (71.2)                        | 22.9 (73.2)                        | 23.7 (74.7)                        | 23.7 (74.7)                        | 23.0 (73.4)                        | 21.9 (71.4)                        | 21.1 (70.0)                        | 20.4 (68.7)                        | 21.7 (71.1)                        |
| متوسط درجة الحرارة الصغرى °م (°ف)             | 11.9 (53.4)                        | 11.7 (53.1)                        | 12.0 (53.6)                        | 12.6 (54.7)                        | 13.5 (56.3)                        | 14.2 (57.6)                        | 14.7 (58.5)                        | 15.0 (59.0)                        | 14.4 (57.9)                        | 14.5 (58.1)                        | 14.0 (57.2)                        | 12.9 (55.2)                        | 13.5 (56.3)                        |
| الهطول مم (إنش)                               | 126 (5.0)                          | 116 (4.6)                          | 103 (4.1)                          | 172 (6.8)                          | 219 (8.6)                          | 141 (5.6)                          | 79 (3.1)                           | 179 (7.0)                          | 226 (8.9)                          | 343 (13.5)                         | 396 (15.6)                         | 235 (9.3)                          | 2٬335 (91.9)                       |
| متوسط أيام هطول الأمطار                       | 12                                 | 9                                  | 9                                  | 11                                 | 14                                 | 9                                  | 7                                  | 10                                 | 14                                 | 17                                 | 16                                 | 14                                 | 142                                |
| متوسط الرطوبة النسبية (%) (at {{{time day}}}) | 83                                 | 84                                 | 84                                 | 85                                 | 86                                 | 83                                 | 80                                 | 83                                 | 87                                 | 90                                 | 88                                 | 87                                 | 85                                 |
| ساعات سطوع الشمس الشهرية                      | 127.1                              | 87.6                               | 145.7                              | 132.0                              | 124.0                              | 138.0                              | 155.0                              | 145.7                              | 129.0                              | 127.1                              | 126.0                              | 124.0                              | 1٬561٫2                            |
| ساعات سطوع الشمس اليومية                      | 4.1                                | 3.1                                | 4.7                                | 4.4                                | 4.0                                | 4.6                                | 5.0                                | 4.7                                | 4.3                                | 4.1                                | 4.2                                | 4.0                                | 4.3                                |
| المصدر: Meteorological Service (Jamaica)      |                                    |                                    |                                    |                                    |                                    |                                    |                                    |                                    |                                    |                                    |                                    |                                    |                                    |